# Raja Ravi Varma

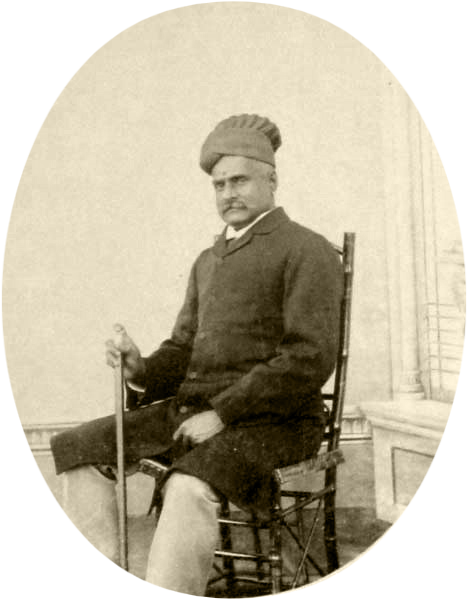
Raja Ravi Varma

Raja Ravi Varma (* 29. April 1848 in Kilimanoor, Travancore; † 2. Oktober 1906 ebenda) war ein indischer Maler.

## Leben
Varma wurde durch seine Gemälde von Figuren und Szenen aus den hinduistischen Epen Mahabharata und Ramayana bekannt. Seine Werke sind Beispiele einer Malerei, die indische Traditionen mit der Technik europäischer Malerei kreuzt. Auch für die Darstellung schöner, in Saris gekleideter Frauen ist Varma bekannt.
1873 gewann er auf der Wiener Kunstausstellung den ersten Preis.  Varma war mit Pururuttathi Nal Bhageerathi Amma Thampuran verheiratet und hatte fünf Kinder.

## Werke (Auswahl)

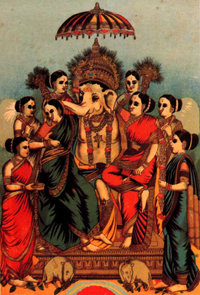
Ganesha
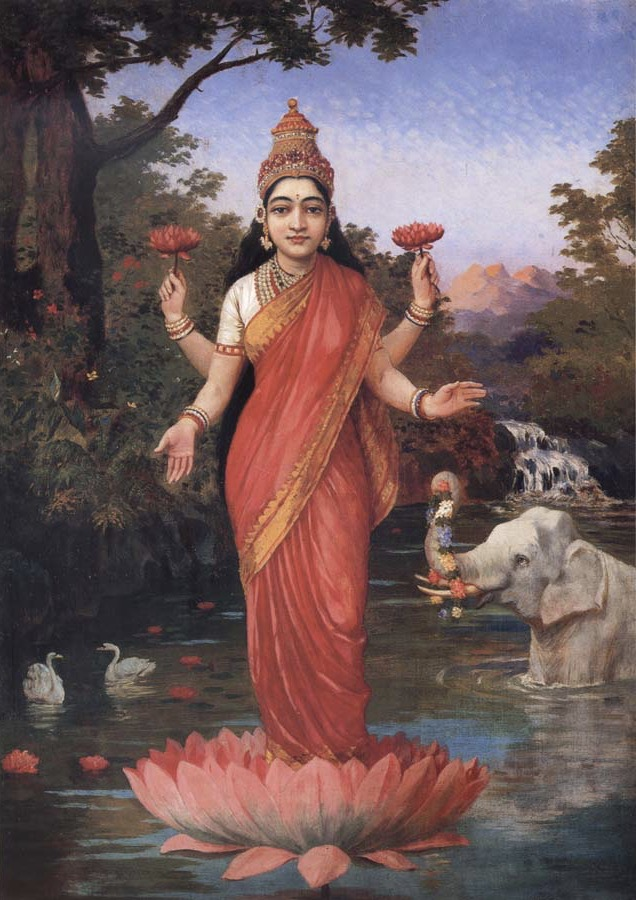
Lakshmi
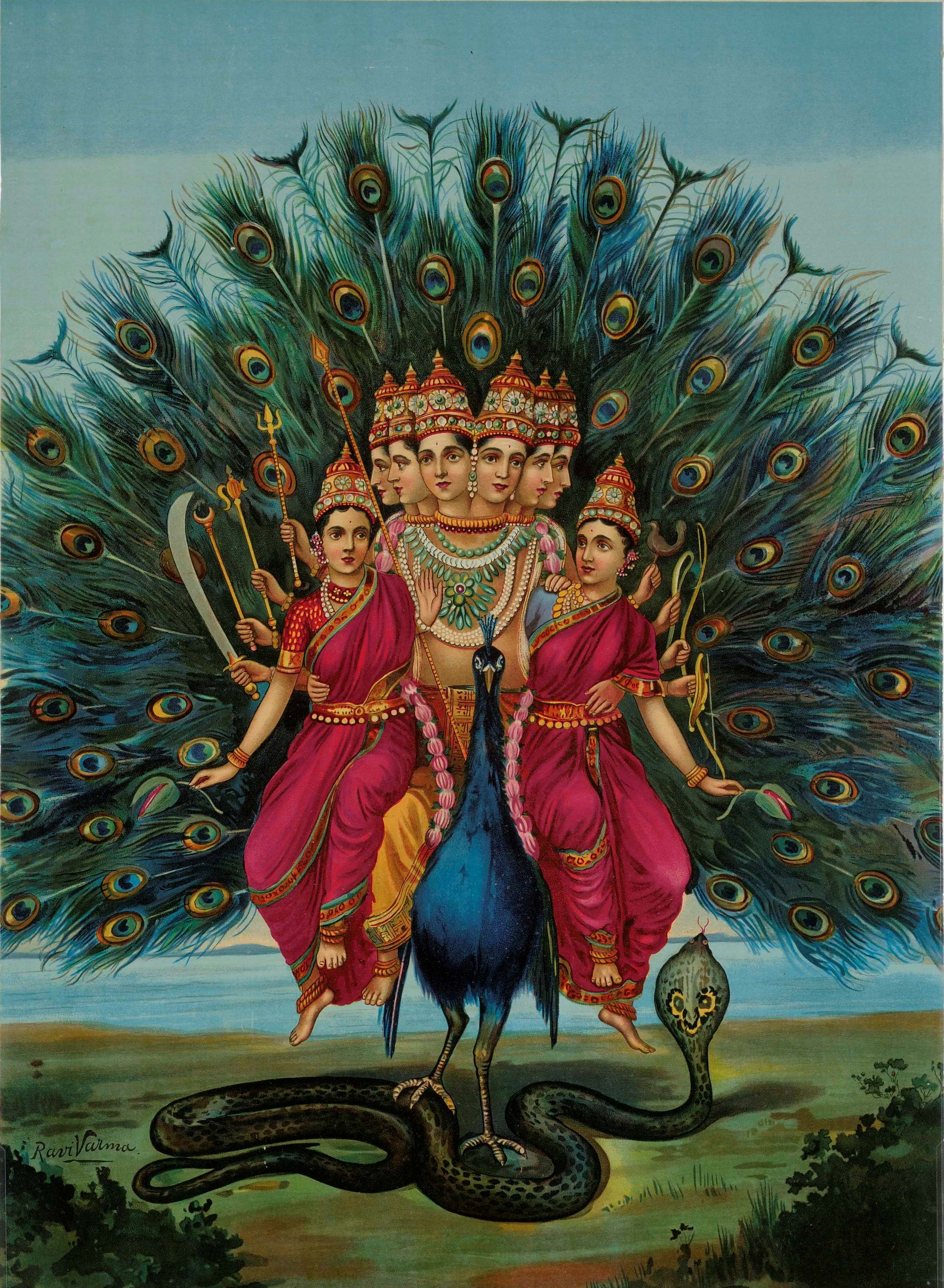
Murugan
Sarasvati
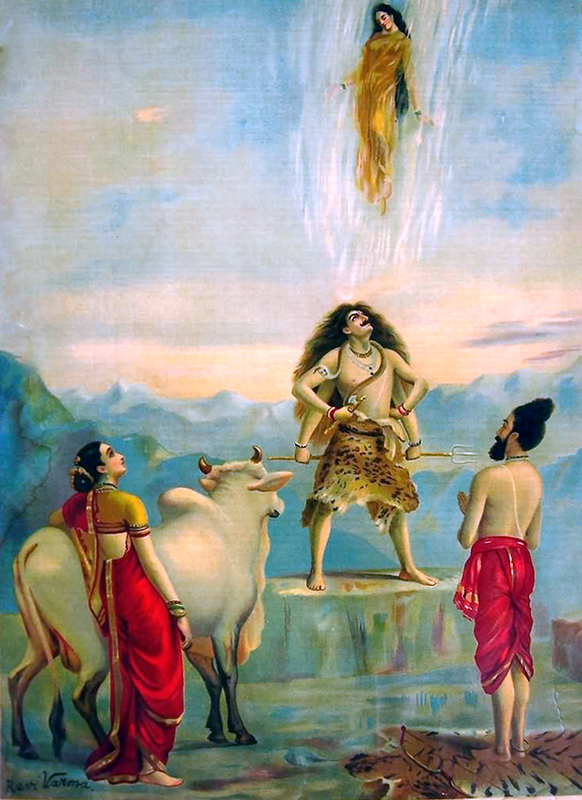
Ganga
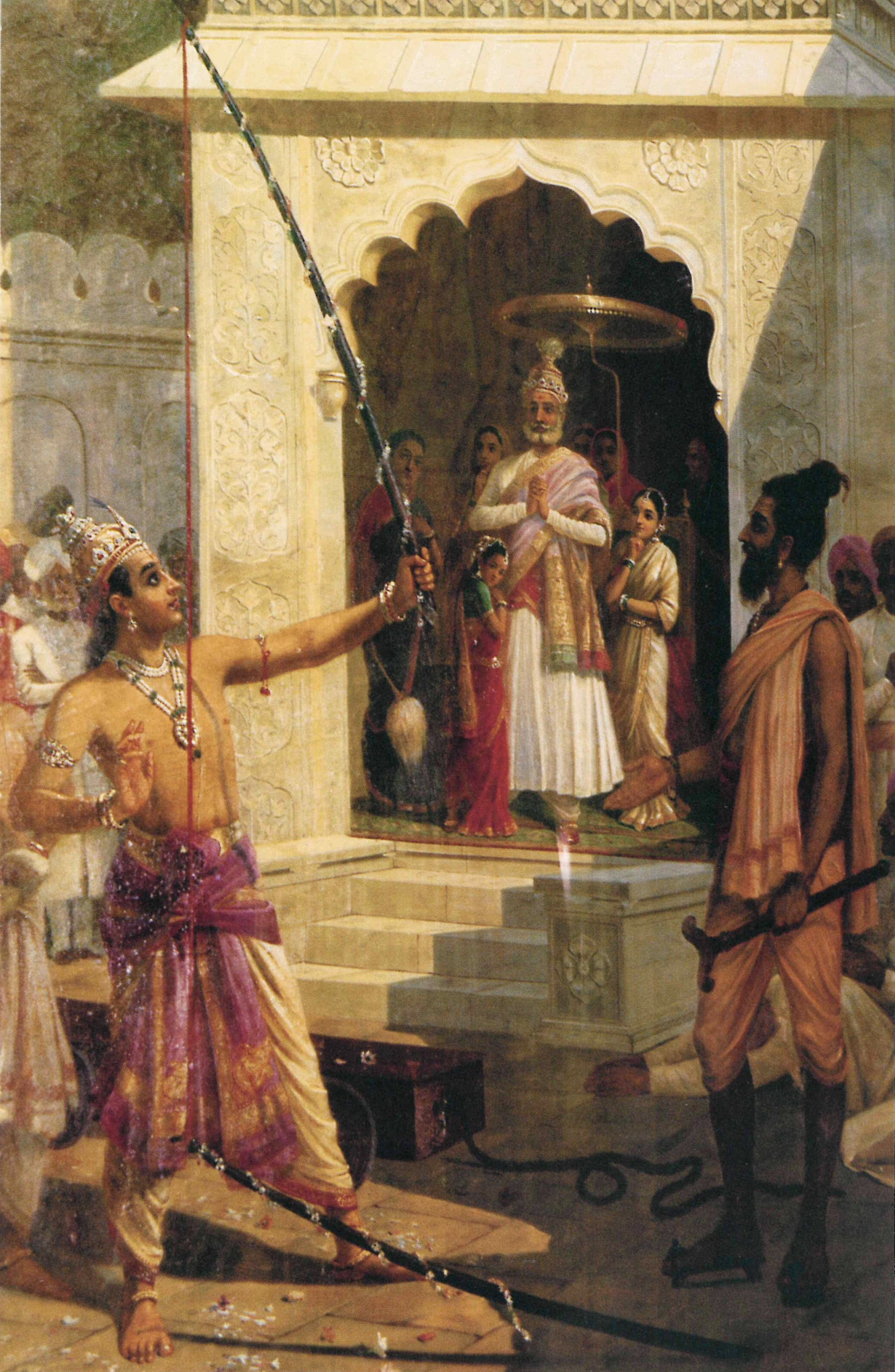
Rama